# هایکو شافارتزیک
هایکو شافارتزیک (انگلیسی: Heiko Schaffartzik؛ زادهٔ ۳ january ۱۹۸۴ (۴۱ سال)) بازیکن بسکتبال اهل آلمان است.

## فعالیت ورزشی

### باشگاهی
از باشگاه‌هایی که در آن بازی کرده‌است می‌توان به آلبا برلین اشاره کرد.